# Adrien Louis de Bonnières
Pour les articles homonymes, voir Bonnières.
Adrien Louis de Bonnières, comte de Souastre puis duc de Guînes, né à Lille le 13 avril 1735, mort le 21 décembre 1806 à Paris, est un militaire et diplomate français du XVIIIe siècle.

## Biographie
Adrien Louis de Bonnières appartient à la famille de Bonnières (éteinte de nos jours et à ne pas confondre avec des familles homonymes), qui assura des charges notables depuis le XIVe siècle, au service des rois de France ou des ducs de Bourgogne,. Il est le fils de Guy Louis de Bonnières, comte de Guines, comte de Souastre, lieutenant du Roi de la province d'Artois, député de la noblesse aux Etats d'Artois, et de Adrienne Isabelle Louise de Melun.
Après une brève carrière militaire (il fut colonel des grenadiers de France, puis commanda le régiment de Navarre en 1761) qui le conduit, en 1762, au grade de brigadier des armées du Roi, Adrien Louis de Bonnières entre dans la diplomatie. Protégé par la Reine, les Choiseul et les Noailles, ami de Frédéric II de Prusse, qui lui avait rendu visite en 1766, il est nommé ministre plénipotentiaire à Berlin en 1768. Mais à peine est-il arrivé qu'il tombe en disgrâce, si bien qu'il faut le rappeler en novembre 1769. Promu maréchal de camp en 1770, il est nommé ambassadeur à Londres en 1770. Il reste à ce poste jusqu'en 1776. Il y reçoit le surnom de « Guînes le magnifique » en opposition à « Châtelet le chicaneur », « Guerchy le contrebandier » et « Durand le négociateur ».
Courtisan accompli, il chante et joue fort bien de la flûte. Pour lui et pour sa fille, harpiste, Mozart composera, en 1778, le concerto pour flûte, harpe et orchestre (KV299). Ses aptitudes à la cour lui valent de nombreux succès : « C’était une très vivante gazette animée », selon M. de Genlis, en séjour avec lui chez le prince de Conti en 1766 : « toute sa réputation d’esprit tient à une façon d’espionnage de toutes les petites choses ridicules et de mauvais ton, qu’il conte en peu de mots d’une manière plaisante ».
Lors de son ambassade à Londres éclate le scandale ou « affaire de Guînes ». Le 20 avril 1771, le comte demande au ministre qu'on poursuive son secrétaire, Barthélémy Tort de la Sonde, qu'il accuse d'avoir utilisé son nom pour spéculer sur les fonds publics et escroquer plusieurs banquiers parisiens. Tort est arrêté et, pour se défendre, accuse l'ambassadeur ; il affirme avoir agi pour le compte de celui-ci et sur ses instructions. Le duc d'Aiguillon, nommé Secrétaire d'État des Affaires étrangères le 6 juin 1771, prend le parti de Tort tandis que Marie-Antoinette soutient Guînes. Ce dernier est finalement disculpé par une commission spéciale de conseillers d'État nommée par le Roi, mais seulement par sept voix contre six. L'affaire devait laisser des traces : elle fut l'une des raisons du renvoi de d'Aiguillon et de la vindicte de Marie-Antoinette à son égard.
Le Roi et la Reine continuent de marquer à Guînes la plus grande faveur. À son retour de Londres, il est fait duc de Guînes (brevet de 1776). Une de ses filles, Marie Louise Philippine, épouse, en 1778, Charles de La Croix de Castries. Lorsque ce dernier est fait duc de Castries à brevet en 1784, il obtient du roi la promesse de réversion du duché de Guînes, promesse qui ne pourra se réaliser puisque le duc de Guînes mourra sous l'Empire. À Paris, le duc de Guînes loue au marquis de Castries, père de son gendre, à partir de 1778, le petit hôtel de Castries, qui se trouvait à l'emplacement de l'actuel no 76 rue de Varenne. En août 1784, il loue pour sa vie durant une grande propriété située à Courbevoie — alors modeste village de vignerons — agrémentée d'un vaste parc ombragé de quelque deux hectares. La demeure appartient au sculpteur Jean-Baptiste Boiston (1734-1814), qui l'orne bientôt d'une fastueuse décoration intérieure. Elle existe toujours, bien que son parc ait été loti en 1905-1906, et porte le nom d'hôtel de Guines.
Il est fait chevalier de l'Ordre du Saint-Esprit le 1er janvier 1784. La même année, il est promu au grade de Lieutenant-général. En 1785, il est fait gouverneur de Maubeuge. Il est nommé aussi au deuxième bureau de l'Assemblée des notables. Le maréchal de Ségur le nomme au conseil de la guerre en 1787.
En août 1788, il est nommé gouverneur de l'Artois. Il se lance alors dans une expérience de société minière mais la convocation des États généraux sollicite son attention. Il est désigné responsable de la convocation des électeurs des députés aux Etats-généraux. Les élections ont lieu à Arras en mars 1789. En avril, les assises des délégués élus se tiennent aussi à Arras et il préside l'assemblée de la Noblesse. Celle-ci l'élit député de la Noblesse aux États généraux, mais il refuse cette élection et son suppléant, Louis Joseph Thomas Le Sergeant d'Isbergues, siège finalement à sa place.
Émigré en Angleterre pendant la Terreur, il revient en France sous le Consulat. Il y meurt en 1806.

### Mariage et descendance
Adrien Louis de Bonnières épouse le 28 novembre 1753 Caroline Philippine Françoise de Montmorency (20 février 1733 - 10 novembre 1810), fille de Louis François de Montmorency, vicomte de Roulers, et de Marie Anne Thérèse de Rym de Belhem. Il en a deux filles :
- Marie Louise Philippine de Bonnières de Guines (Béthune 20 février 1759 - Erfurt octobre 1795), mariée le 29 juillet 1778 avec Armand Charles Augustin de La Croix, marquis, puis duc de Castries (à Brevet), pair de France (1756-1842) dont postérité ;
- Marie Louise Charlotte de Bonnières de Guines[10] († Rastadt 2 avril 1792), chanoinesse-comtesse de Remiremont[11], mariée à Paris en 1782 avec Charles Philibert Gabriel Le Clerc de Juigné, pair de France (1762-1819), sans postérité[12].

## Distinctions
- Grand-croix de l'ordre royal et militaire de Saint-Louis ;
- Chevalier de l'ordre du Saint-Esprit (1er janvier 1784).

## Armoiries
Le duc de Guînes « portait » Vairé d'or et d'azur.,